# Roxio

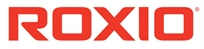
Logo de Roxio.

Roxio es una fabricante de software para grabación y autoría mediante la cual es posible gestionar, manufacturar, confeccionar vídeos, música y fotos, permite grabar archivos a CD o DVD, ordenar archivos y proporciona copias de seguridad. Inicialmente nace como una subsidiaria de software de la compañía Adaptec. Posteriormente Roxio es adquirida por Corel

## Características
1. Tiene muchas aplicaciones como por ejemplo: Grabar CD y DVD de música, transformar los vinilos a formato digital, transferir archivos a iPod, organizar todos los archivos multimedia que tengas, también puedes hacer presentaciones con tus fotografías, como puedes ver son muchas y variadas las funciones de que dispone esta herramienta.
2. Funciona como un único paquete de software para poder trabajar con todos los formatos de medios digitales y dispositivos de última generación.
3. Tiene una interfaz intuitiva y sencilla.

## Complementos
Roxio tiene una serie de complementos que mejoran la experiencia y amplían la gama de funcionalidades aquí una breve descripción de algunas de ellas:

### Quemado de CD
1. Roxio Easy LP to MP3: es una herramienta útil para la limpieza y modulado de medios analógicos a digital (casete, discos de vinilo etc.).
2. Roxio RecordNow Music: Es una aplicación que permite recopilar de forma sencilla tu canciones favoritas de diferentes dispositivos o de Internet.

### Fotografías
Roxio permite la creación de CD de vídeo recopilando las imágenes desde cámaras o guardadas en tu PC

### Video
1. High-Def/Blu-ray Disc: Es la aplicación que permite el manejo de vídeo de alta definición (HD) y dispositivos de reproducción Blu-Ray.
2. Roxio Video Capture USB: Es una herramienta muy similar a LP to mp3, pero con vídeo en vez de audio, permite la conversión de materia de vídeo análogo (ej. VHS o Betamax) a material digital (ej. DVD o Blu-Ray).